# Kate Alexa
Kate Alexa Gudinski (n. 2 martie, 1988 în Melbourne, Victoria, Australia) este o cântăreață australiană de muzică pop și fiica muzicianului australian Michael Gudinski AM. Alexa a ajuns în centrul atenției în 2004 cu melodia sa "Always There", ce a fost prezentă și în serialul "Home and Away". Cel de-al doilea single a avut succes mediocru, dar după ce i-a sprijinit pe Backstreet Boys în turul lor prin Australia, cea de-a treia melodie a sa a ajuns direct în top 10 ARIA, ocupând top 12 timp de opt săptămâni.

## Trecutul
Cariera lui Alexa a început la vârsta de 13 ani când a scris prima sa melodie, după care în următorul an a început să producă demo-uri. Colors of the Rainbow a fost prima melodie înregistrată de ea, apoi a semnat un contract cu "Liberation Music" la mijlocul anului 2004.

## Cariera în muzică

### Broken & Beautiful (2004-2006)
În 2004, când Alexa era în anul unsprezece de liceu, single-ul ei de debut, "Always There", a fost ales pentru a face coloana sonoră a producției "Home and Away" de pe Canalul 7. Acest lucru i-a adus Alexei o promovare valoroasă , cu mulți telespectatori care doresc să știe mai multe lucruri despre cântec. Piesa a fost foarte recompensată deoarece cântecul era unul foarte important.
În 2005, Alexa termina anul doisprezece la "Melbourne Girls Grammar School"(studiind fotografia, engleza, studiile juridice și IT-ul) când și-a lansat cel de-al doilea single, My Day Will Come, fiind un alt hit de Top 30. De asemenea, în 2005, ea a terminat liceul, știind importanța de a avea școala terminată și a decis că muzica este ce vrea ea să facă pentru totdeauna.
În 2006, pe 2 martie, Alexa a lansat cel de-al treilea single, "All I Hear". În acea perioadă ea a descoperit că avea febră glandulară, așadar Alexa nu a fost capabilă să-și promoveze noul single. Piesa a atins poziția maximă numărul 9 în topul australian "ARIA Singles Chart", Alexa spunând: "Având o piesă în Top 10 este un sentiment așa de incredibil. A însemnat foarte mult pentru mine faptul că oamenii au promovat piesa."
Tot în 2006, pe 4 septembri, Alexa a lansat cel de-al patrulea single, "Somebody Out There", care a fost un alt hit de Top 30. Pe 23 septembri 2006, Alexa a lansat mult-așteptatul album de debut, "Broken & Beautiful", descriind albumul ca reflectarea ei de viață și de călătorii din ultimii câțiva ani și susține că totul de pe album este adevărat.

### Decalajul dintre albume (2007-2008)
În 2007 Alexa a scris și înregistrat 12 melodii originale, plus tema serialului H2O: Just Add Water alături de încă două melodii de pe albumul Broken & Beautiful pentru sezonul 2 al serialului, lansat în Australia pe 8 septembrie, 2007. În târziul anului 2007, Alexa a făcut echipă cu producătorul australian Molly Meldrum și cu rapper-ul american Baby Bash pentru a înregistra o versiune a melodiei Teardrops, care va fi prima melodie lansată de pe albumul lui Alexa în 2008. În februarie și martie 2008, Alexa a fost sprijinită de Cyndi Lauper în turul ei prin Australia. Confirmările sale afirmă că vor apărea trei noi melodii incluse pe cel de-al doilea album, „Nothing Compares”, „Cherry Pop” și „Hit by Love”. Pe 16 aprilie 2008, Broken & Beautiful a fost lansat în Japonia, având două melodii bonus, "Walk On" și o versiune acustică a melodiei Always There. Albumul nu a primit multă atenție când a fost lansat, și nu a intrat în niciun top.

### Second Studio Album (2009-prezent)
În 2008, Alexa a început să lucreze la cel de-al treilea album, fiind propus pentru lansare în 2009. Pe site-ul ei oficial afirmă că va reveni cu un nou sunet.

## Viața personală
Alexa poate cânta la pian și învață singură să cânte la chitară, ea spune că fotografiatul a fost un hobby pentru ea când era la școală. Ascultă artiști ca Alanis Morrissette, Oasis, The Skyhooks și Madonna. De asemenea este interesată de modă, și se gândește să proiecteze pantofi de balet.

## Discografie
Pentru detalii,vezi Discografia lui Kate Alexa
- 2006: Broken & Beautiful
- 2007: H2O: Just Add Water
- 2009: TBA

## Singleuri
- 2006: Broken and Beautiful
- 2007: All i Hear
  - Somebody Out There
- 2008: No Ordinary Girl

## Broken & Beautiful
Albumul lansat de Kate Alexa în Australia la data de 25 septembrie, 2006 conține următoarele melodii:
- Somebody Out There (Alexa, Jim Marr, Wendy Page) – 3:07
- All I Hear (Alexa, Reed Vertelney, Lindy Robbins) – 3:27
- I Let Go (Alexa, Marr, Page) – 3:58
- We All Fall Down (Alexa, Vertelney, Robbins) – 4:08
- Naked Heart (Alexa, Charlie Midnight) – 2:48
- My Day Will Come (Alexa, Marr, Page) – 3:40
- Glass Slipper (Alexa, Stuart Brawley, Lewis) – 3:31
- Under the Influence of You (Alexa, Vertelney, Robbins) – 3:52
- Better Than You (Alexa, Brawley, Lewis) – 3:35
- In Your Eyes (Alexa, Marr, Page) – 3:54
- Broken & Beautiful (Lewis, Aberg, Renee Rosnes) – 3:41
- Not Another Love Song (Alexa, Matthew Gerrard, Robbie Nevil) – 3:39
- Always There (Alexa, Brendan Fitzgerald, Dragan Stanic) – 3:47
- I Tried It Anyway (Alexa, Fitzgerald, Stanic) – 3:24

## H2O: Just Add Water (H2O - Adaugă apă)
Albumul lansat în Australia la data de 8 septembrie 2007 conține următoarele melodii:
- No Ordinary Girl
- Where We Belong
- Tonight
- Waiting Here
- Somebody Out There
- You're Everything
- I Let Go
- Another Now
- Help Me Find a Way
- Nobody Knows
- Won't Walk Away
- We Are Together
- Feel It Too
- Way to the Top
- Falling Out